# Pleuroprion chuni
Pleuroprion chuni är en kräftdjursart som först beskrevs av zur Strassen 1902.  Pleuroprion chuni ingår i släktet Pleuroprion och familjen Antarcturidae. Inga underarter finns listade i Catalogue of Life.